# Revolting Cocks

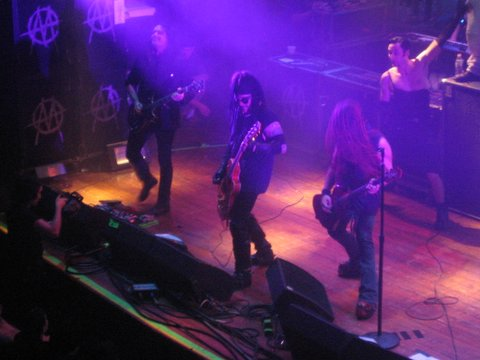
Bei einem Auftritt in Chicago im Jahr 2006

Revolting Cocks (oft mit Revco abgekürzt) ist eine amerikanische Post-Industrial-/Industrial-Rock-Band, die als Nebenprojekt von Al Jourgensen (Ministry) und Luc Van Acker gegründet wurde.

## Geschichte
Die Gruppe wurde 1985 von Jourgensen und den Belgiern Luc Van Acker, Patrick Codenys und Richard 23 (Front 242) gegründet. Die erste Veröffentlichung war No Devotion bei Wax Trax! Records.
Nachdem Richard 23 und Patrick Codenys nach Differenzen die Band verließen, stießen Chris Connelly (Fini Tribe, später Damage Manual), Paul Barker (Ministry), Duane Buford, und Bill Rieflin (R.E.M., ab 2013 bis zu seinem Tod 2020 bei King Crimson), mit ungefähr 20 anderen unregelmäßig Beitragenden oder Gastkünstlern zur Band.
Der Single folgte schnell das Album Big Sexy Land im Jahr 1986, gefolgt von einem Livealbum You Goddamned Son of a Bitch im Jahr 1987 und Beers, Steers, and Queers 1989. Nach einer Pause wurde Linger Ficken’ Good 1993 veröffentlicht. Dies war das letzte Album der Revolting Cocks für über zehn Jahre.
Das erste Album war ein Mix aus Electro-Industrial und Dance, mit dominierenden synthetischen Beats. Das Livealbum nach der Personaländerung, zeichnete sich durch eine Verlegung auf Ministry-ähnlichen Industrial Rock aus. Dieser Trend wurde mit Beers, Steers & Queers, fortgesetzt. Linger Ficken’ Good wurde bei Sire Records veröffentlicht und ist ein im Vergleich zu früheren Alben wieder gemäßigtes Album. Enthalten war ein Cover von Rod Stewarts Do Ya Think I’m Sexy?, welches auch als Single veröffentlicht wurde.
Ein Album mit dem Titel Purple Head war für 2004 geplant, wurde aber bis 2006 verschoben und umbenannt in Cocked & Loaded.
Die Revolting Cocks sind auch für ihre teils sehr anstößigen Texte und Liveshows bekannt.
Der Ursprung des Namens ist unbekannt. Es wird behauptet, er leite sich von der Beschimpfung eines Barkeepers ab, der die ursprünglichen Bandmitglieder wegen exzessiven Trinkens seiner Bar verwies und sie als „Revolting Cocks“ bezeichnete.
Das Album-Cover von No Devotion zeigt eine alte Fotografie dreier unbekannter junger Männer, anstelle der tatsächlichen Bandmitglieder. Auf sämtlichen Veröffentlichungen bis Cocked and Loaded waren in Folge diese „Three Guys“ zu sehen, teilweise in skurrilen Zusammenstellungen.

## Mitglieder
- Seven Antonopoulos (Schlagzeug; Tour 2006-)
- Kim Assaley (Hintergrundgesang, 1993; Tour von 1990 bis 1991)
- Mark Baker (Schlagzeug, Backing Vocals; 2004-)
- Paul Barker (Bass, Keyboard, Programmierung, Gesang; 1987–1993)
- Roland Barker (Saxophon; 1993)
- Jello Biafra (Gesang, Hintergrundgesang; 1990-)
- Josh Bradford (Gesang; Tour 2006-)
- Stevie Banch (Gesang, Gitarre, Hintergrundgesang; 2006)
- Duane Buford (Keyboard; 1993)
- Chris Connelly (Gesang; 1987–1993)
- Billy Gibbons (Gitarre; 2006-)
- Gibby Haynes (Gesang; 2006-)
- Al Jourgensen (Gesang und verschiedene Instrumente; 1985-)
- Patty Jourgensen (Hintergrundgesang; 1993)
- Anna K (Bass; Tour 2006-)
- Timothy Leary (Stimme; 1993)
- Rick Nielsen (Gitarre; 2006-)
- Phil Owen (Gesang, 1990 & 2005-; Tour von 1990 bis 1991, 2006-)
- Kevin Ogilvie (Gesang, 1990; Tour von 1990 bis 1991)
- Louanne Ponder (Hintergrundgesang; Tour 1987)
- Trent Reznor (Hintergrundgesang; Tour 1990)
- Richard 23 (Gesang; 1985–1986)
- Bill Rieflin (Schlagzeug, Programmierung; 1985–1993)
- Mike Scaccia (Gitarre; 1990–1993, 2004-)
- Sin (Gitarre; Tour 2006-)
- Louis Svitek (Gitarre; 1993)
- Gina Tubetop (Hintergrundgesang; Tour 1987)
- Luc van Acker (Keyboard; 1985–1993, Tour 2006)
- Jeff Ward (Schlagzeug; 1990–1993)
- Clayton Worbeck (Keyboard; Tour 2006-)
- Robin Zander (Hintergrundgesang; 2006-)

## Diskografie

### Studioalben
- 1985: Big Sexy Land
- 1990: Beers, Steers & Queers
- 1993: Linger Ficken’ Good… and Other Barnyard Oddities
- 2006: Cocked and Loaded
- 2008: Sex-O Olympic-O
- 2010: Got Cock?

### Weitere Alben
- 1988: You Goddamned Son of a Bitch (Livealbum)
- 2007: Cocktail Mixxx (Remix-Album)
- 2009: Sex-O Mixxx-O (Remix-Album)
- 2011: Got Mixxx? (Remix-Album)

### Singles
- 1985: No Devotion
- 1986: You Often Forget
- 1989: Stainless Steel Providers
- 1989: (Let’s Get) Physical
- 1991: Beers, Steers & Queers (Remixes)
- 1993: Da Ya Think I’m Sexy?
- 1994: Crackin’ Up